# ボイルドエッグズ
有限会社ボイルドエッグズは、作家のための著作権エージェント業務を行う日本の会社である。代表取締役は、村上達朗だったが、2024年の死去後、長女の森薫（同名の漫画家とは別人）がボイルドエッグズ代表取締役に就任した。

## 概要
早川書房の編集者であった村上が、欧米の出版界では一般的である著作権エージェント会社として1998年12月に創業した。業務内容としては、作家・著者の代理人として各出版社への作家・作品の販売促進、原稿依頼・取材等の申込受付窓口、出版社との出版契約時の契約書締結業務、二次使用を含めたプロモーション展開などといった著作権管理、などがある。
最初にエージェント契約を行なったのは、三浦しをん。三浦は、早川書房での入社試験の際、担当面接者であった編集者・村上に、入社試験作文から執筆の才を見出され、村上が早川書房を退社後に作家に転進するよう勧められた。
ほかにエージェント契約をしている小説家としては、滝本竜彦などがいる。

## ボイルドエッグズ新人賞
ボイルドエッグズ新人賞は、ボイルドエッグズが主催し、産業編集センターが後援する公募の新人文学賞。400字詰め原稿用紙換算で150枚以上500枚以下の小説を募集している。ジャンルは問わない。受賞作は、産業編集センター出版部より単行本として出版される。募集・発表は不定期に、約6か月から9か月に一度のペースで行われている。
選考委員が全ての応募作に目を通すのが特徴である。第1回から第7回までは作家の滝本竜彦、千木良悠子、三浦しをん、およびボイルドエッグズ代表の村上達朗が選考していたが、第8回（2008年）以降は村上達朗が1人で選考にあたっている。
また、1作品につき7000円を振り込んでエントリーするのも他の文学賞と異なる点である。受賞作の発表は公式サイト上で行われ、選評も公式サイトに掲載される。受賞者には、賞状と副賞（記念品）が贈られ、規定の単行本の印税が支払われる。
第4回受賞の万城目学『鴨川ホルモー』以降はしばらく受賞作が出なかった。「（『鴨川ホルモー』の出現によって）受賞のハードルが上がってしまった」と村上達朗は述べているが、エントリー数は増加している。その影響からか第12回では史上初の2作同時受賞となった。
ライトノベル的要素を持つ作品が受賞作に選出される傾向がある。

### 選考委員
- 第1-7回 滝本竜彦、千木良悠子、三浦しをん、村上達朗
- 第8-回 村上達朗

### 受賞作リスト
第1回から第7回までは「フィクション部門」と「ノンフィクション部門」があった。第8回以降は小説のみ募集している。ノンフィクション部門では受賞者は出なかった。
（ノンフィクション部門のエントリー数 第1回：1作品、第2回：4作品、第3回：なし、第4回：1作品、第5回：なし、第6回：2作品、第7回：2作品）
|        | 結果発表   | 応募数 | 受賞作                                                                                   | 作者         | 刊行年月   |
| ------ | ---------- | ------ | ---------------------------------------------------------------------------------------- | ------------ | ---------- |
| 第1回  | 2004年     | 24作品 | 『本格推理委員会』                                                                       | 日向まさみち | 2004年7月  |
| 第2回  | 2004年     | 16作品 | 【奨励賞】『彼女には自身がない』                                                         | 時里キサト   | 未刊行     |
| 第3回  | 2005年3月  | 29作品 | 『コスチューム！』                                                                       | 将吉         | 2005年7月  |
| 第4回  | 2005年11月 | 22作品 | 『鴨川ホルモー』                                                                         | 万城目学     | 2006年4月  |
| 第5回  | 2006年5月  | 25作品 | 受賞作なし                                                                               | 受賞作なし   | 受賞作なし |
| 第6回  | 2006年12月 | 31作品 | 受賞作なし                                                                               | 受賞作なし   | 受賞作なし |
| 第7回  | 2007年8月  | 46作品 | 受賞作なし                                                                               | 受賞作なし   | 受賞作なし |
| 第8回  | 2008年5月  | 75作品 | 受賞作なし                                                                               | 受賞作なし   | 受賞作なし |
| 第9回  | 2009年1月  | 87作品 | 『お稲荷さんが通る』                                                                     | 叶泉         | 2009年11月 |
| 第10回 | 2009年10月 | 78作品 | 『オカルトゼネコン富田林組』                                                             | 蒲原二郎     | 2010年3月  |
| 第11回 | 2010年6月  | 48作品 | 受賞作なし                                                                               | 受賞作なし   | 受賞作なし |
| 第12回 | 2011年2月  | 76作品 | 『白馬に乗られた王子様』                                                                 | 石岡琉衣     | 2011年7月  |
| 第12回 | 2011年2月  | 76作品 | 『をとめ模様、スパイ日和』                                                               | 徳永圭       | 2011年7月  |
| 第13回 | 2011年10月 | 91作品 | 『サザエ計画』                                                                           | 園山創介     | 2012年3月  |
| 第14回 | 2012年6月  | 49作品 | 『じらしたお詫びはこのバスジャックで』                                                   | 大橋慶三     | 2012年11月 |
| 第15回 | 2013年2月  | 80作品 | 『あしみじおじさん』                                                                     | 尾﨑英子     | 2013年10月 |
| 第15回 | 2013年2月  | 80作品 | 『バージン・ロードをまっしぐら』                                                         | 鈴木多郎     | 未刊行     |
| 第16回 | 2014年1月  | 67作品 | 『気障でけっこうです』                                                                   | 小嶋陽太郎   | 2014年10月 |
| 第17回 | 2014年12月 | 52作品 | 受賞作なし                                                                               | 受賞作なし   | 受賞作なし |
| 第18回 | 2015年9月  | 50作品 | 受賞作なし                                                                               | 受賞作なし   | 受賞作なし |
| 第19回 | 2016年5月  | 30作品 | 受賞作なし                                                                               | 受賞作なし   | 受賞作なし |
| 第20回 | 2017年2月  | 53作品 | 『クルンテープマハナコーン(ry』 （『別れ際にじゃあのなんて、悲しいこと言うなや』に改題） | 黒瀬陽       | 2018年6月  |
| 第21回 | 2018年2月  | 44作品 | 『探偵はぼっちじゃない』                                                                 | 坪田侑也     | 2019年3月  |
| 第22回 | 2019年2月  | 40作品 | 『シャガクに訊け！』                                                                     | 大石大       | 2019年10月 |
| 第23回 | 2020年2月  | 29作品 | 受賞作なし                                                                               | 受賞作なし   | 受賞作なし |
| 第24回 | 2021年5月  | 51作品 | 受賞作なし                                                                               | 受賞作なし   | 受賞作なし |
| 第25回 | 2022年5月  | 79作品 | 『ドールハウスの惨劇』                                                                   | 遠坂八重     | 2023年1月  |
| 第26回 | 2023年5月  | 56作品 | 受賞作なし                                                                               | 受賞作なし   | 受賞作なし |
| 第27回 | 2024年5月  | 65作品 | 受賞作なし                                                                               | 受賞作なし   | 受賞作なし |

#### 最終候補
第8回の最終候補作『電子の蝶は乱れない』は、のちに鏡征爾『白の断章』（2009年、講談社BOX）として刊行されている。また、同じく第8回に『赤鼬奇譚』で最終候補となった赤星香一郎は、2009年にメフィスト賞を受賞してデビューしている。また、第7回に『ロストワルツ』で最終候補となった松尾佑一は、野性時代フロンティア文学賞を受賞して2010年にデビューしている。